# 伊塔万巴县
伊塔万巴县（英語：Itawamba County）是美國密西西比州東北部，東鄰亞拉巴馬州相望。面積1,400平方公里。根据美國2000年人口普查，共有人口22,710人。縣治富爾頓 （Fulton）。
目前的縣成立於1836年2月9日。縣名是一名奇克索族領袖利維·科爾貝的綽號。